# Akrylonitril
Akrylonitril je nejdůležitější zástupce nitrilů, bezbarvá jedovatá kapalina, vyrábí se amoxidací propylenu (propenu). Slouží k výrobě důležitého plastu PAN – polyakrylonitril, používaném pro výrobu textilu (polyakrylonitrilová vlákna) – především lehátka, slunečníky, markýzy a také na výrobu ABS. Vlákna vynikají svými ojedinělými vlastnostmi – barevná stálost, odolnost vůči povětrnostním vlivům.

## Nebezpečnost
Nebezpečný při kontaktu s pokožkou nebo očima. Nadměrné vystavení může způsobit smrt. Jedná se o potenciální karcinogen.